# 자기 감수율
자기 감수율(magnetic susceptibility) 또는 자기화율 또는 자화율(磁化率)이란 자기 분극의 정도를 나타내는 물성값이다.

## 정의
외부로부터 자기장 H가 주어지면 일반적인 자성체에는 자기분극 Pm이 생기고, H와Pm는 비례한다. 그 관계는
{\displaystyle {\boldsymbol {P}}_{m}=\chi _{m}\mu _{0}{\boldsymbol {H}}}
와 같이 나타낼 수 있는데, 이때 계수 {\displaystyle \chi _{m}\ }이(정적) 자화율이다. μ0는 진공의 투자율이다. μ0H와Pm가 모두 자속밀도의 단위를 가지므로, χ는 단위가 없다. 때로는 Pm=χmH과 같이 투자율을 이용하지 않고 직접 Pm과 H를 연결하는 계수를 χm로 나타내는 경우도 있는데, 이때 χm는 투자율과 같은 단위를 갖는다.

## 투자율과의 관계
물질 내에서 자속밀도, 자기장, 자기분극의 사이에는
{\displaystyle {\boldsymbol {B}}-{\boldsymbol {P}}_{m}=\mu _{0}{\boldsymbol {H}}}
의 관계가 있으므로, 위의 Pm의 정의인 Pm=χmμ0H를 대입하면 다음과 같이 정리된다.
{\displaystyle {\boldsymbol {B}}=\mu _{0}(1+\chi _{m}){\boldsymbol {H}}}.
그리고 투자율 μ1인 물질 내부에서 자기밀도와 자기장의 관계는 일반적으로 B=μ1H로 쓸 수 있다. 두 식을 비교하면
{\displaystyle \mu _{1}=\mu _{0}(1+\chi _{m})}
와 같다. 즉, 물질의 투자율은 진공의 투자율을 (1+χm)배한 것이다. 또 비투자율μr(r=μ1/μ0로 정의됨)을 이용하면
{\displaystyle \mu _{1}=\mu _{0}(1+\chi _{m})=\mu _{0}\mu _{r}}
따라서 (1+χm)=μr이 된다.

## 같이 보기
- 자화
- 자성체
- 전기 감수율 (전기화율)
- 기능자기공명영상법
- 혈액-산소-농도-의존 영상
- 정량 감수성 지도화
- 층밀림비